# Miraclathurella bicanalifera
Miraclathurella bicanalifera é uma espécie de gastrópode do gênero Miraclathurella, pertencente a família Pseudomelatomidae.